# Mai Lệ Huyền
Mai Lệ Huyền tên thật là Nguyễn Thu Cúc (sinh năm 1946 tại Bình Long) là một nữ ca sĩ người Mỹ gốc Việt nổi tiếng từ trước 1975 tại miền Nam Việt Nam. Mai Lệ Huyền và Hùng Cường được mệnh danh là "cặp đôi sóng thần" vì họ đã cùng nhau tạo nên những hiện tượng chưa từng có trong làng nhạc, nhận được sự hâm mộ rất cuồng nhiệt của khán giả. Bà được giới mộ điệu đặt cho biệt danh Búp bê lửa và Nữ hoàng nhạc kích động.

## Lịch sử
Bà Mai Lệ Huyền sinh tại tỉnh Bình Long với nguyên danh Nguyễn Thu Cúc, mang huyết thống Lào từ mẹ.
Đầu thập niên 1960, khi cô Nguyễn Thu Cúc còn theo học trường Trung học Bình Long, ban giám hiệu mời được gánh Dân Nam với những Anh Lân, Túy Phượng, Yến Vỹ, Trần Trịnh, Đinh Việt Lang... trình diễn những ca khúc sôi nổi nhằm gây quỹ từ thiện. Hôm ấy, Yến Vỹ trở bịnh đột ngột, ông bầu Anh Lân bèn ngỏ ý mời trường cử một giọng ca học sinh thế chỗ. Ban văn nghệ trường bèn cử cô học trò Nguyễn Thu Cúc vừa đoạt giải Tiếng Hát Hay Nhất Trường ra diễn đêm ấy. Cô Cúc ca bài Duyên quê của Hoàng Thi Thơ và một bài Twist sôi động của Khánh Băng, khiến hai nhạc sĩ Trần Trịnh và Đinh Việt Lang rất ngạc nhiên. Từ đó, cô được bạn bè đặt biệt danh danh ca Cúc Noir, một phần vì nước da đen nhẻm.
| “                      | Năm đó, khi Mai Lệ Huyền đang học tại Trường Trung học Bình Long, nơi tổ chức chương trình văn nghệ do ban nhạc Tân Dân Nam tổ chức nhằm gây quỹ từ thiện. Do ca sĩ Yến Vỹ nổi tiếng thời đó bị bệnh đột xuất không thể có mặt tham gia chương trình, Lệ Huyền bị bắt ra hát thế bài "Duyên quê" của nhạc sĩ Hoàng Thi Thơ. Cô được khán giả tán thưởng. Và đến bài "Lệ đá" của Trần Trịnh, Lệ Huyền thực sự chinh phục khán giả. Nghệ danh Mai Lệ Huyền do Trần Trịnh và Đinh Việt Lang đặt cho cô. | ” |
| — Nhạc sĩ Mặc Thế Nhân | |   |

Hết bậc trung học, Nguyễn Thu Cúc lên Gia Định xin học tiếp. Cô được hai người thầy Trần Trịnh và Đinh Việt Lang huấn luyện thanh nhạc. Năm 1964, Nguyễn Thu Cúc kết hôn cùng nhạc sĩ Trần Trịnh và được ông tặng nghệ danh Mai Lệ Huyền.
Ban đầu, Mai Lệ Huyền biểu diễn tại vũ trường Melody và thuộc về số ít ca sĩ lúc ấy diễn cùng lúc được cả ca và nhảy. Dần dần, tên tuổi Mai Lệ Huyền xuất hiện trên mặt báo, được diễn chung các ban hoặc nhạc sĩ lớn Huỳnh Hảo, Huỳnh Anh, Taming Piano, thầy Xuân, Đoàn Châu Nhi, Anh Trổ, Anh Hạnh... tại câu lạc bộ Mỹ. Cô cũng song ca với nhạc sĩ Trần Văn Trạch, ca sĩ Khánh Hà, Elvis Phương...
| “              | Thời đó là thời học sinh. thời đó tôi chưa có rõ ràng loại nhạc nào mình sẽ diễn sau này. Nhưng mà thật sự cái thích của mình là được hát những loại nhạc tươi trẻ, nhảy nhót. Sau này về Sài Gòn, khi được khi hát và được những người nhạc sĩ coi được cái khiếu của mình là gì thì đã thể hiện ra cái mình có bây giờ. Bắt đầu liên lạc được với những người nhạc sĩ mà mình đã biết một lần hát ở Bình Long, có đến nói chuyện thì họ thấy mình có khiếu, hồi đó chưa có tên Mai Lệ Huyền thì họ quyết định nếu muốn đi hát thì đến tập thường xuyên và sẽ được hướng dẫn đi hát và đặt cho cái tên. Họ nói là cái tính rất là lý lắc. Trong trường lúc nào cũng quậy phá, ca hát. Da thì ngăm đen. Mà hễ nói cái gì đụng tới là rơi lệ, dễ khóc. Thành ra họ nói thôi nếu đi hát thì đặt cho tôi cái tên hợp nhất Mai là con khỉ, hay nhảy nhót, Lệ là nước mắt, đụng đến là hay khóc, Huyền là người có nước da nâu đen. | ” |
| — Mai Lệ Huyền | |   |

Sau biến cố Mậu Thân, Mai Lệ Huyền đã định hình phong cách chuyên nghiệp, được nhạc sĩ Y Vân mời thâu dĩa những bản được gọi là nhạc giựt. Theo trào lưu Agogô, Twist đang đốt cháy các vũ trường Sài Gòn và Vũng Tàu, ban nhạc Trịnh Lâm Ngân (Trần Trịnh và Nhật Ngân) bèn tung ra bài Gặp nhau trên phố, qua đó giới thiệu với công chúng song ca Hùng Cường - Mai Lệ Huyền. Bài này khi hãng Dĩa Hát Việt Nam phát hành đã lâm tình trạng cháy hàng, phải liên tục tái bản nhờ phong cách kích động nhạc.
Trong giai đoạn 1969 - 1974, Hùng Cường - Mai Lệ Huyền được mệnh danh là đệ nhất song ca sóng thần, được đưa lên làn sóng điện như một hiện tượng văn nghệ lạ lùng và có sức hút. Khi Mai Lệ Huyền biểu diễn tại các tiền đồn, các đàn anh Nhật Trường, Duy Khánh, Hùng Cường phải đứng chắn cho cô em nhỏ trước cơn ái mộ của hàng ngàn chiến sĩ xa nhà. Vài binh chủng đã ưu ái gọi cô là hạ sĩ nhất danh dự, người tình của lính. Hình ảnh Hùng Cường mặc Treilli và Mai Lệ Huyền bận mini jupe trở nên quen thuộc với mọi khán giả bấy giờ.
| “                             | Anh nói anh là Lính, mà hổng biết Mai Lệ Huyền là ai thì không phải là Lính. | ” |
| — Tổng thống Nguyễn Văn Thiệu |                                                                              |   |

| “              | Ngày xưa các ban nhạc ở vũ trường rất giỏi, họ rèn giũa ca sĩ kỹ lưỡng nên chúng tôi tập dữ dội. Mỗi bài hát mới trước khi được chính thức biểu diễn, chúng tôi phải tập đến hết hơi. Ngày nay, nhiều ca sĩ hát rồi thu đĩa bán, dùng kỹ thuật chỉnh sửa nhiều nên đôi lúc hát như cái máy, khó mà hay và giỏi nghề. Tôi nhớ mãi những kỷ niệm đẹp của đời ca sĩ, nhớ về khán giả, sân khấu quê nhà, nơi đã cho tôi những bước khởi đầu cuộc đời ca hát. | ” |
| — Mai Lệ Huyền | |   |

Ở giai đoạn đỉnh cao sự nghiệp, Mai Lệ Huyền thầu cả Đệ Nhất khách sạn để biểu diễn hằng đêm. Cô mời các nhân vật như Thanh Tuyền, Phương Dung, Carol Kim, Giao Linh, Phương Hồng Quế, Ngọc Hiếu, Mai Ly, đoàn vũ Ánh Tuyết, đoàn vũ Lưu Hồng, Ngọc Phu (xướng ngôn viên), Thái Châu về biểu diễn cùng. Trong nghiệp "làm bầu", Mai Lệ Huyền góp phần lancer Jeannie Mai và Thái Châu. Xong việc tại vũ trường, khi đã quá khuya, cô lại về thâu dĩa cho các hãng Việt Nam, Shotguns, Sóng Nhạc, 
Continental, Thanh Thúy, Thương Ca, Hoàng Thi Thơ, Trường Hải, Nhã Ca, Họa Mi,... Ngoài ra, theo trào lưu trong nghệ giới đương thời, Mai Lệ Huyền thầu một chương trình trên sóng truyền hình quốc gia, đặt là Mai Lệ Huyền's show.
| “                 | Mỗi khi nhắc đến chị Mai Lệ Huyền, chúng tôi rất cảm kích cách sống và nghĩa cử của chị. | ” |
| — Ca sĩ Thái Châu |                                                                                          |   |

| “              | Chúng tôi được ân sủng của chánh phủ thời Cộng Hòa rất nhiều. Vì sao ? Vì thời đó ai cũng là lính hết. Người nào cũng là lính. Dù là đàn bà, mình là ca sĩ, mình vẫn là lính theo kiểu của ca sĩ. Thành ra ông Thiệu cứ nói "Cô Huyền, cô đã là lính thì phải chiến đấu tới cùng". Mỗi lần ông Thiệu gặp tôi đi công tác, là "Cô Mai Lệ Huyền đâu, cô lên đây. Cô phải mở màn bài Tấc Đất Tấc Vàng". Khi tôi hát, tất cả lính phải hừng chí. | ” |
| — Mai Lệ Huyền | |   |

Vào năm 1971, Mai Lệ Huyền và Trần Trịnh li hôn, di sản cuộc tình sôi nổi này là con gái Lệ Trinh. Sự nghiệp Mai Lệ Huyền bấy giờ chùng xuống một giai đoạn ngắn.
Đêm mưa tầm tã 29 tháng 04 năm 1975, "búp bê lửa" Mai Lệ Huyền lên một chuyến tàu di tản khỏi Sài Gòn hoa lệ, bỏ lại những tháng năm rực rỡ và cả người thầy - người chồng nâng đỡ sự nghiệp mình.
Sau đó, bà định cư tại miền Nam California, tiếp tục biểu diễn tại các vũ trường và sòng bài, thi thoảng tham gia hội diễn trong cộng đồng Việt. Trong thập niên 1980, Mai Lệ Huyền sinh hoạt với ban kịch Sống Túy Hồng và tái ngộ Hùng Cường vừa vượt biên qua. Đệ nhất song ca sóng thần lại khuấy đảo cuộc sống êm đềm tại California được mấy năm trước khi Hùng Cường mất.
Ở những năm tiếp theo, bà hạn chế dần hoạt động ca nhạc vì tuổi đã cao, tuy nhiên, vẫn đều đặn xuất hiện trong các băng nhạc Asia, Thúy Nga, Vân Sơn, Làng Văn. Bà thường kết hợp ca sĩ Tuấn Châu nhằm tái hiện những ca khúc vàng son với danh ca Hùng Cường.

## Sự nghiệp

### Băng đĩa
Thoại kịch
- Gia đình cô Tư
- Nhạc sĩ bất đắc dĩ
- Út Khờ hỏi vợ
- Bún bò giò heo mụ Rớt
- Dương Vương lốc cốc tử
- Bỡn tình
- Phở phét
- Cúng thổ thần
- Vợ chồng tham ăn (với Chí Tài)
- Vụ án nhân gian (với Hoài Linh, Chí Tài & Văn Chung)

Điện ảnh
- Gác chuông nhà thờ
- Mãnh lực đồng tiền
- Nhà tôi
- Còn gì cho nhau

Truyền hình
- Giờ kịch Thẩm Thúy Hằng (Thẩm Thúy Hằng)
- Giờ kịch Kim Cương (Kim Cương)
- Giờ kịch Sống (Túy Hồng)
- 45 phút chuyện vui (La Thoại Tân)
- Mai Lệ Huyền's show (Mai Lệ Huyền)
- Trang Thanh Lan's talkshow (Trang Thanh Lan)

### CD/Tape
- Thanh Lan: Điệu ru nước mắt (1981)
- Thanh Lan 65: Tùng Giang kích động nhạc, với Hùng Cường, Trường Duy, Đoan Hồng (1985)
- Kim Ngân 4 / Thúy Anh CD 43: Hai trái tim vàng, với Hùng Cường (1986)
- Thúy Anh 9 / Thúy Anh CD 47: Mùa sầu riêng, với Hùng Cường, Thanh Phong, Hương Lan (1987)
- Mimosa 16/ CD27: Lính mà em, với Hùng Cường (1992)
- Mimosa 18/ CD30: Ai yêu em hơn anh, với Hùng Cường (1993)
- Mai Ngọc Khánh 17: Dắt nhau vào mộng, với Hùng Cường (1992)
- Mai Ngọc Khánh 21: Lính dù lên điểm, với Hùng Cường (1992)
- Mây Ngàn Phương 17: Thầy Cúng Việt Kiều, với Xuân Phát, Vân Sơn
- Golden Music 2: Hoa hồng một đóa (1997)
- Giao Linh 17: Rước xuân về nhà, V.A. (1997)
- Tú Phương: Sài Gòn cô tiên năm 2000, với Tuấn Châu (1999)
- Asia CD 358: Hình tượng âm nhạc Mai Lệ Huyền (2014)

### Sân khấu

#### Trung tâm Asia
| STT | Tiết mục                                                 | Thể hiện với                                      | Chương trình | Năm  |
| --- | -------------------------------------------------------- | ------------------------------------------------- | ------------ | ---- |
| 1   | Hài kịch: Duyên Kỳ Ngộ                                   | Xuân Phát, Văn Chung                              | ASIA 1       | 1992 |
| 2   | Làm Quen (Quốc Dũng, Lâm Hoài Thanh)                     | Hùng Cường                                        | ASIA 8       | 1995 |
| 3   | Hài kịch                                                 | Văn Chung, Bảo Liêm                               | ASIA 8       | 1995 |
| 4   | Không (Nguyễn Ánh 9)                                     | Shayla Kim                                        | ASIA 48      | 2005 |
| 5   | Tình Có Như Không (Trần Thiện Thanh)                     | Ánh Minh                                          | ASIA 50      | 2006 |
| 6   | Trả Nợ Tình Xa (Tuấn Khanh)                              | Y Phương                                          | ASIA 51      | 2006 |
| 7   | Huynh Đệ Chi Binh (Anh Bằng)                             | Chosen                                            | ASIA 52      | 2006 |
| 8   | Làm Quen (Quốc Dũng, Lâm Hoài Thanh)                     | Hùng Cường (dùng hình ảnh & giọng từ cuốn ASIA 8) | ASIA 55      | 2007 |
| 9   | Đêm Đô Thị (Y Vân)                                       | Ánh Minh                                          | ASIA 65      | 2010 |
| 10  | Ai (Trường Hải)                                          | Solo                                              | Icons 1      | 2014 |
| 11  | Xây Nhà Bên Suối (Hoàng Thi Thơ)                         | Solo                                              | Icons 1      | 2014 |
| 12  | Túp Lều Lý Tưởng (Hoàng Thi Thơ)                         | Solo                                              | Icons 1      | 2014 |
| 13  | 60 Năm Cuộc Đời (Y Vân)                                  | Solo                                              | Icons 1      | 2014 |
| 14  | LK Hoàng Thi Thơ: Con Tim và Nước Mắt / Xây Nhà Bên Suối | Ngọc Anh Vi, Jaydon Phạm                          | ASIA 79      | 2017 |

#### SBTN
| STT | Tiết mục                | Thể hiện với | Chương trình               | Năm  |
| --- | ----------------------- | ------------ | -------------------------- | ---- |
| 1   | 60 Năm Cuộc Đời (Y Vân) | solo         | Một Chút Quà Cho Quê Hương | 2021 |

#### Trung tâm Thúy Nga
| STT | Tiết mục                    | Thể hiện với | Chương trình           | Năm  |
| --- | --------------------------- | ------------ | ---------------------- | ---- |
| 1   | Tình Lính (Y Vân)           | Thanh Tuyền  | Thúy Nga Music Box #58 | 2025 |
| 2   | Hoa Cài Mái Tóc (Thông Đạt) | Solo         | Thúy Nga Music Box #58 | 2025 |
| 3   | 60 Năm Cuộc Đời (Y Vân)     | Thanh Tuyền  | Thúy Nga Music Box #58 | 2025 |

#### Jimmy TV
| STT | Tiết mục                        | Thể hiện với | Chương trình        | Năm  |
| --- | ------------------------------- | ------------ | ------------------- | ---- |
| 1   | Đời Chưa Trang Điểm (Giao Tiên) | Solo         | Ước Nguyện Đầu Xuân | 2022 |

## Liên kết
1. ↑  "Mai Lệ Huyền và cơn sóng thần "nhạc kích động" với danh ca Hùng Cường". Bản gốc lưu trữ ngày 11 tháng 8 năm 2019. Truy cập ngày 11 tháng 8 năm 2019.
2. ↑  Ca sĩ Mai Lệ Huyền: Hùng Cường Không có giờ để yêu tôi
3. ↑  Mai Lệ Huyền vẫn đầy nhiệt huyết ở thất tuần

- Mai Lệ Huyền, một "đệ nhất sexy" và một người phụ nữ bình thường
- Búp bê lửa “đốt cháy” vũ trường Sài Gòn